# Hammerschmiedesee
Die Hammerschmiedeseen sind Stauseen bei Pommertsweiler, einem Teilort von Abtsgmünd im Schwäbisch-Fränkischen Wald in Baden-Württemberg.
Sie wurden für den Betrieb von Hammerschmieden im 18. Jahrhundert künstlich angelegt; hierfür wurde die junge Bühler mit 3 bis 5 m hohen Erddämmen aufgestaut.
An den Seen befindet sich ein Campingplatz mit etwa 100 zeitweiligen und etwa 160 Dauerstellplätzen sowie eine Gastwirtschaft.

## Sonstiges
Am Montag, den 19. August 2013 wurde der Stausee zum Schauplatz eines heftigen Unwetters, bei dem eine Windhose ein Zeltlager verwüstete und dabei 27 Menschen zum Teil schwer verletzte.

## Bilder

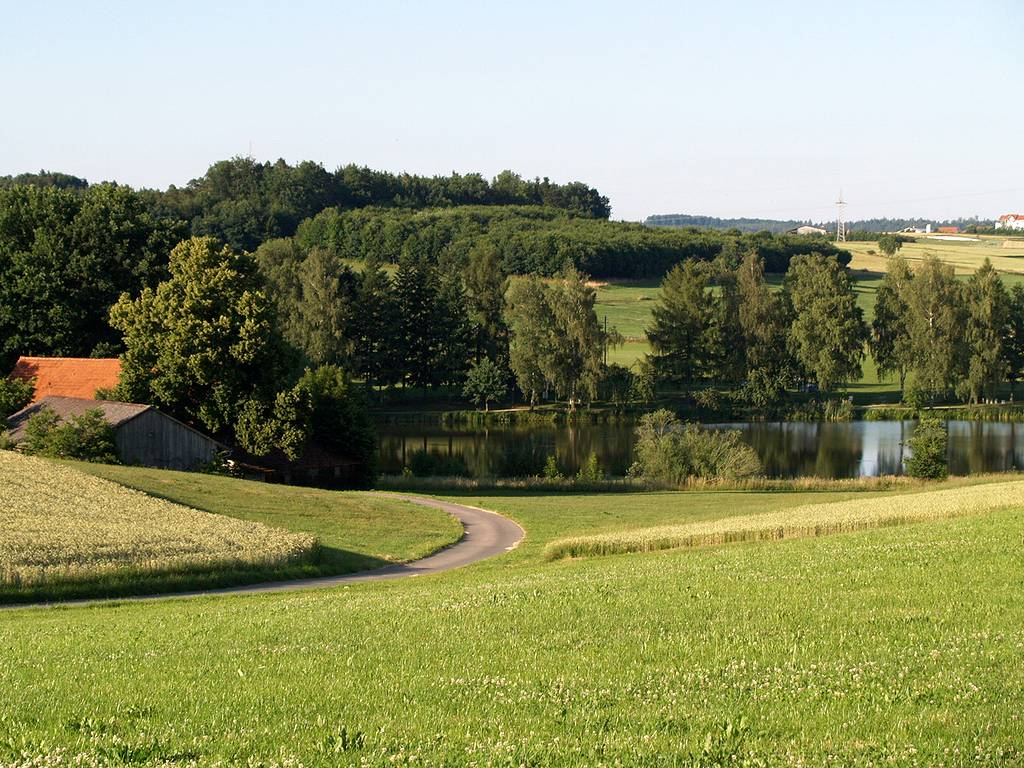
Ein Teil des größten der Seen, von Süden aus gesehen
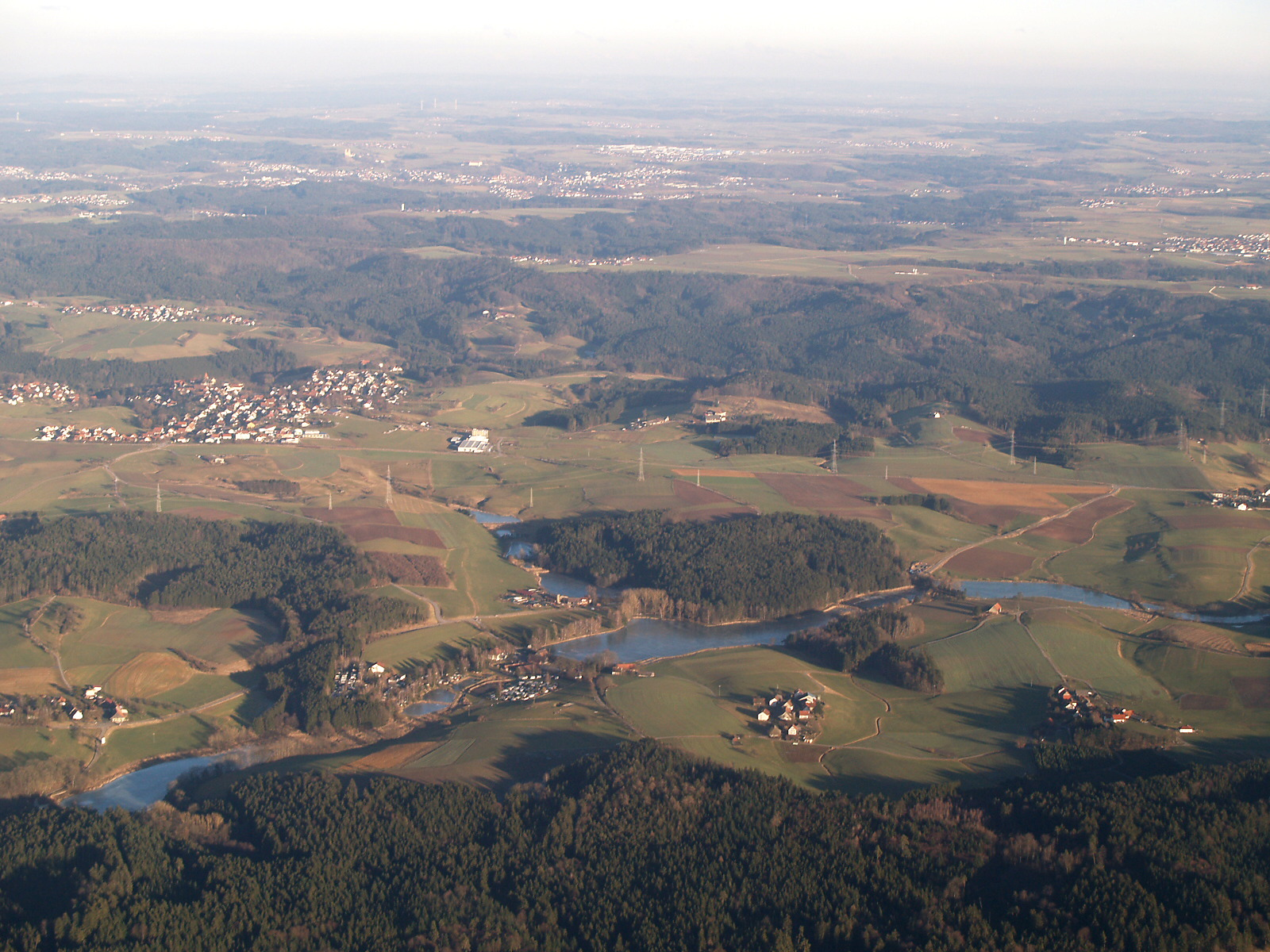
Gesamtansicht der Seen (Luftbild) von Südwesten, im Hintergrund liegt Ellwangen